# Richard (Bischof, Sodor und Man)
Richard (auch Richard de Natherton; † vor 25. März 1275 in Langalyver) war ein englischer Geistlicher. Ab 1253 war er Bischof der Inseln.

Das Königreich der Inseln (rot) im 13. Jahrhundert

## Herkunft und Aufstieg zum Bischof

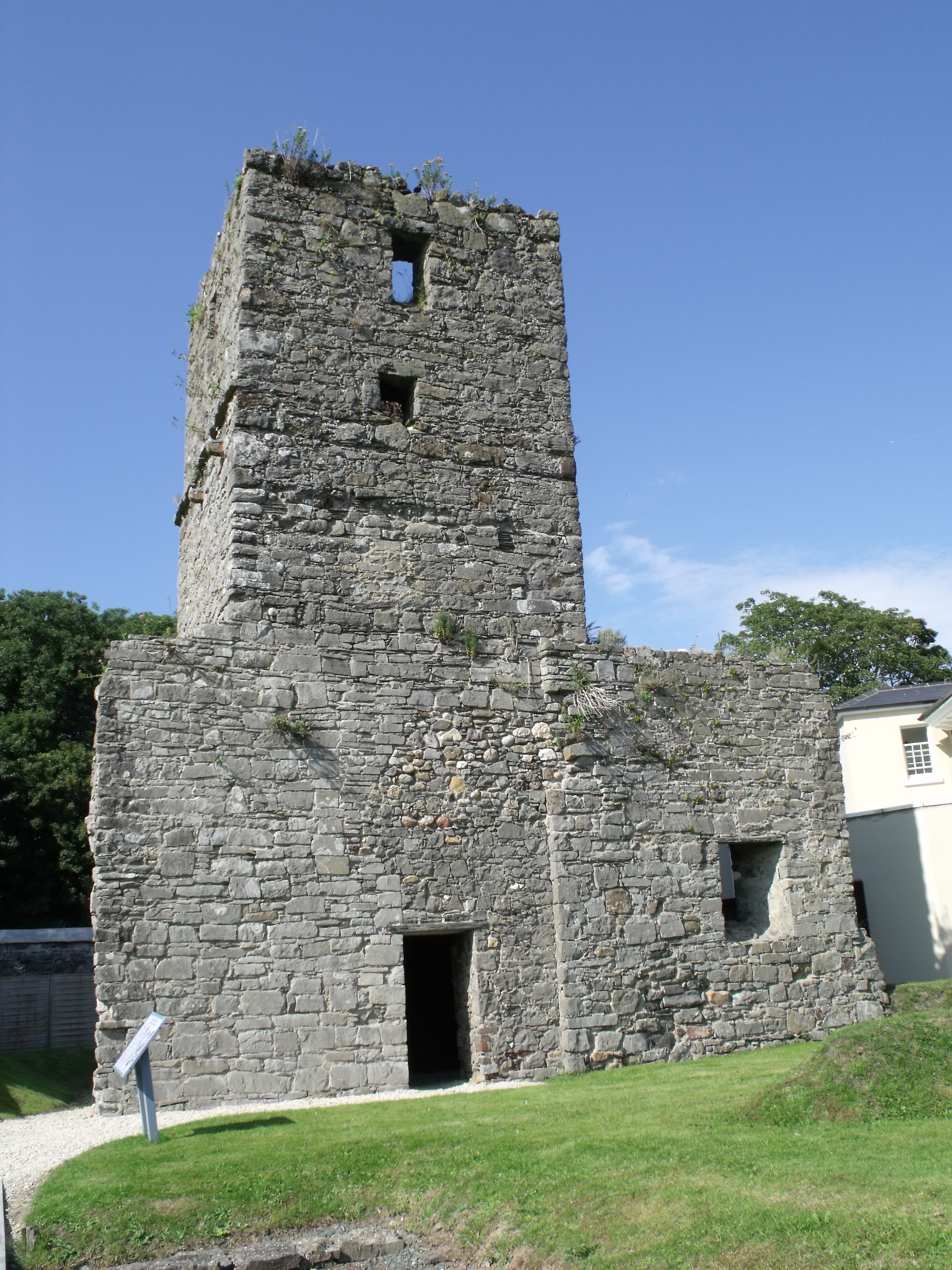
Die Ruine des Kirchturms der von Richard geweihten Klosterkirche von Rushen Abbey

Richard stammte aus England und hieß vielleicht mit Beinamen de Natherton. Er hielt die Pfründe eines Kanonikers an der Kathedrale von St Andrews in Schottland, diente aber als Kaplan des aus England stammenden Kardinals Johannes von Toledo an der Kurie. In Schottland war das Bistum Sodor und Man nach dem Unfalltod von Bischof Laurence im Herbst 1248 mehrere Jahre lang vakant geblieben. Schließlich ernannte Papst Innozenz IV. Richard zum neuen Bischof von Sodor und Man. Am oder kurz vor dem 14. März 1253 wurde er in Perugia zum Bischof geweiht. Die Ernennung war offenbar mit Erzbischof Sørle von Nidaros, dem geistlichen Oberherrn der westschottischen Inseln, abgestimmt.

## Tätigkeit als Bischof
1257 weihte er auf der Isle of Man in Anwesenheit von König Magnus von Man die Klosterkirche von Rushen Abbey. Im selben Jahr soll der König den Bischöfen von Sodor die Isle of Peel, den alten Herrschersitz der Isle of Man, mit weiteren Rechten geschenkt haben. Während Richards Amtszeit als Bischof wurde das bis dahin unter norwegischer Oberhoheit stehende Königreich der Inseln im Norwegisch-Schottischen Krieg ab 1263 durch den schottischen König Alexander III. erobert. Angesichts der schottischen Übermacht unterwarf sich König Magnus dem schottischen König, der Bischof Richard daraufhin versprach, die Isle of Man nicht gewaltsam zu besetzen.
Nach der Chronicle of Man nahm Richard 1274 am Zweiten Konzil von Lyon teil. Offenbar verzögerte er seine Rückreise auf die Isle of Man und starb in Langalyver, einem Gut von Furness Abbey in Cumberland. Er wurde am 25. März 1275 in Furness Abbey beigesetzt.